# Christoph Joseph Alexandre Mathieu de Dombasle
Christoph Joseph Alexandre Mathieu de Dombasle (kurz: Mat de Dombasle; * 26. Februar 1777 in Nancy; † 27. Dezember 1843 in Nancy) war ein französischer Agrarwissenschaftler.

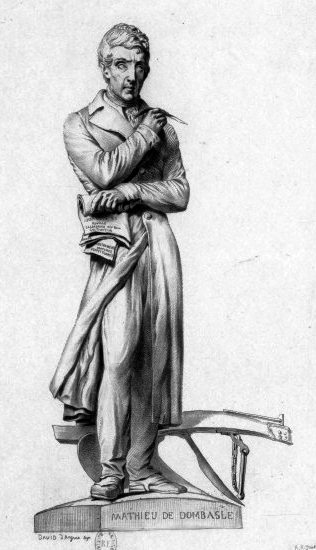
Mathieu de Dombasle

## Leben
Dombasle gründete in Roville bei Nancy einen landwirtschaftlichen Musterbetrieb, auf welchem er systematische Versuche zur Fruchtfolge im Pflanzenbau und zur Merinoschafzucht unternahm. Zudem setzte er sich für die Verbesserung der in der Landwirtschaft eingesetzten  Maschinen und Geräte ein.

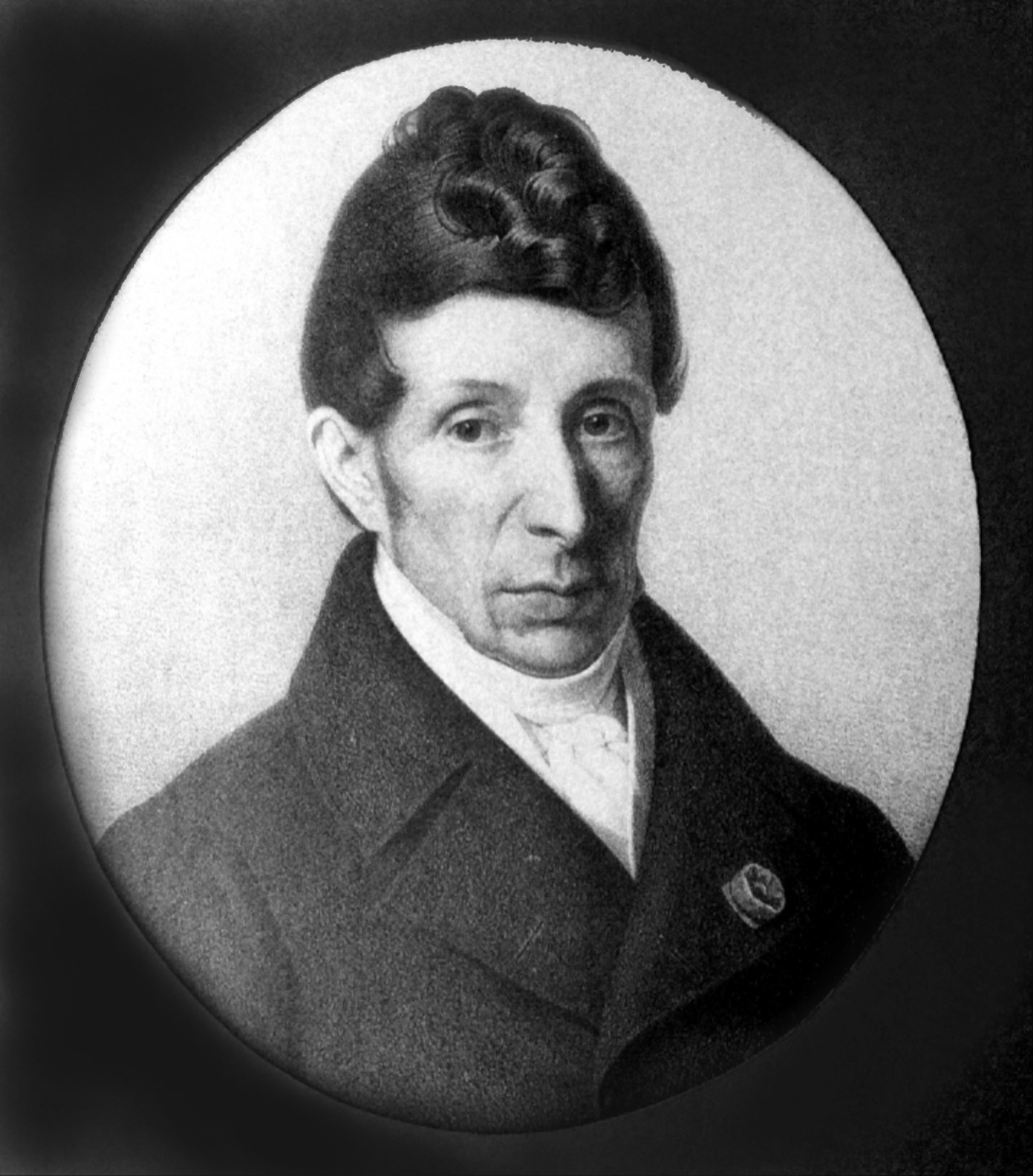
Mathieu de Dombasle, Zuckermuseum Berlin

## Werke, Auswahl
- »Description des nouveaux instruments d’agriculture« (bearbeitet nach Thaer, Par. 1821–22);
- »Calendrier du bon cultivateur« (das. 1821, 10. Aufl. 1860);
- »Économie politique et agricole« (das. 1861);
- »Traité d’agriculture« (das. 1861–64, 4 Bde.);
- »Annales agricoles de Roville« (das. 1824–32; neue Aufl. 1861, 9 Bde.).
- Observations sur le tarif des douanes proposé à la chambre des députés des départements dans sa séance du 24 septembre 1814 présentées aux deux chambres du corps législatif, Nancy, Impr. de Guivard, 1814
- Instruction théorique et pratique sur la fabrication des eaux-de-vie de grains et de pommes de terre, Paris : Huzard, 1820.
- Fabrication simple et peu dispendieuse du sucre indigène, Paris : Huzard, et Nancy : George-Grimblot, 1838
- La question des bestiaux considérée sous ses divers points de vue, Paris : chez Bouchard-Huzard et chez Audot, décembre 1841, in-8°, 42 Seiten.
- Sucre indigène. Lettre à un fabricant sur le procédé de macération, Nancy, 1841. Mémoire technique concernant la fabrication du sucre de betterave.
- Sucre indigène. Le procédé de macération en 1842, Paris, 1842
- Calendrier du bon cultivateur ou manuel de l’agriculteur praticien. Librairies Bouchard-Huzard, Paris et Grimblot et Ve Raybois, Nancy, 1846. Ce texte va poursuivre sa carrière bien après la mort de Dombasle, tout comme la fabrique d’instruments agricoles.
- Calendrier du bon cultivateur, ou Manuel de l’agriculteur praticien, Paris et Nancy : Bouchard-Huzard et Grimblot, 1860
- Traité d’agriculture, Paris : Vve Bouchard-Huzard, Librairie Agricole, 1862. Ouvrage posthume publiée sur le manuscrit de l’auteur par son petit-fils Charles de Meixmoron de Dombasle.